# ブラッドリー・ビール
ブラッドリー・エマニュエル・ビール・シニア（Bradley Emmanuel Beal Sr., 1993年6月28日 - ）は、アメリカ合衆国ミズーリ州セントルイス出身のプロバスケットボール選手。ポジションはシューティングガード。NBAのロサンゼルス・クリッパーズに所属している。

## 学生時代
ミズーリ州セントルイスのチャミネード大学附属高校に入学し、2010年のFIBAアンダー17世界選手権に米国代表として出場し、平均18得点を記録して優勝に貢献した。
最高学年では平均32.5得点、5.7リバウンド、2.8アシストを記録し、2011年ミズーリ州のハイスクール最高選手に送られる 賞を受賞した。また、2011年のゲータレード最優秀選手賞も受賞した。
2009年11月30日フロリダ大学のスカウトで、アスリート奨学金を得て入学した。ビリー・ドノバンヘッドコーチのもとゲーターズに所属し、デビュー戦では14得点を記録し、11月21日から28日に平均 8.5得点、7リバウンド、2アシスト、1.5スティールの成績を残しライトステイト大学とジャクソンビル大学に勝利した。SECオールフレッシュマンファーストチームと オールSECファーストチームに選ばれた。

## NBAキャリア

### ワシントン・ウィザーズ
2012年4月13日、進級せずに2012年のNBAドラフトにアーリーエントリーし、アンソニー・デイビス、マイケル・キッド＝ギルクリスト に次ぐ全体3位でワシントン・ウィザーズから指名を受け入団した。ビールはアレン・アイバーソンのファンであったことから背番号「3」を選択した。

#### 2012-13シーズン

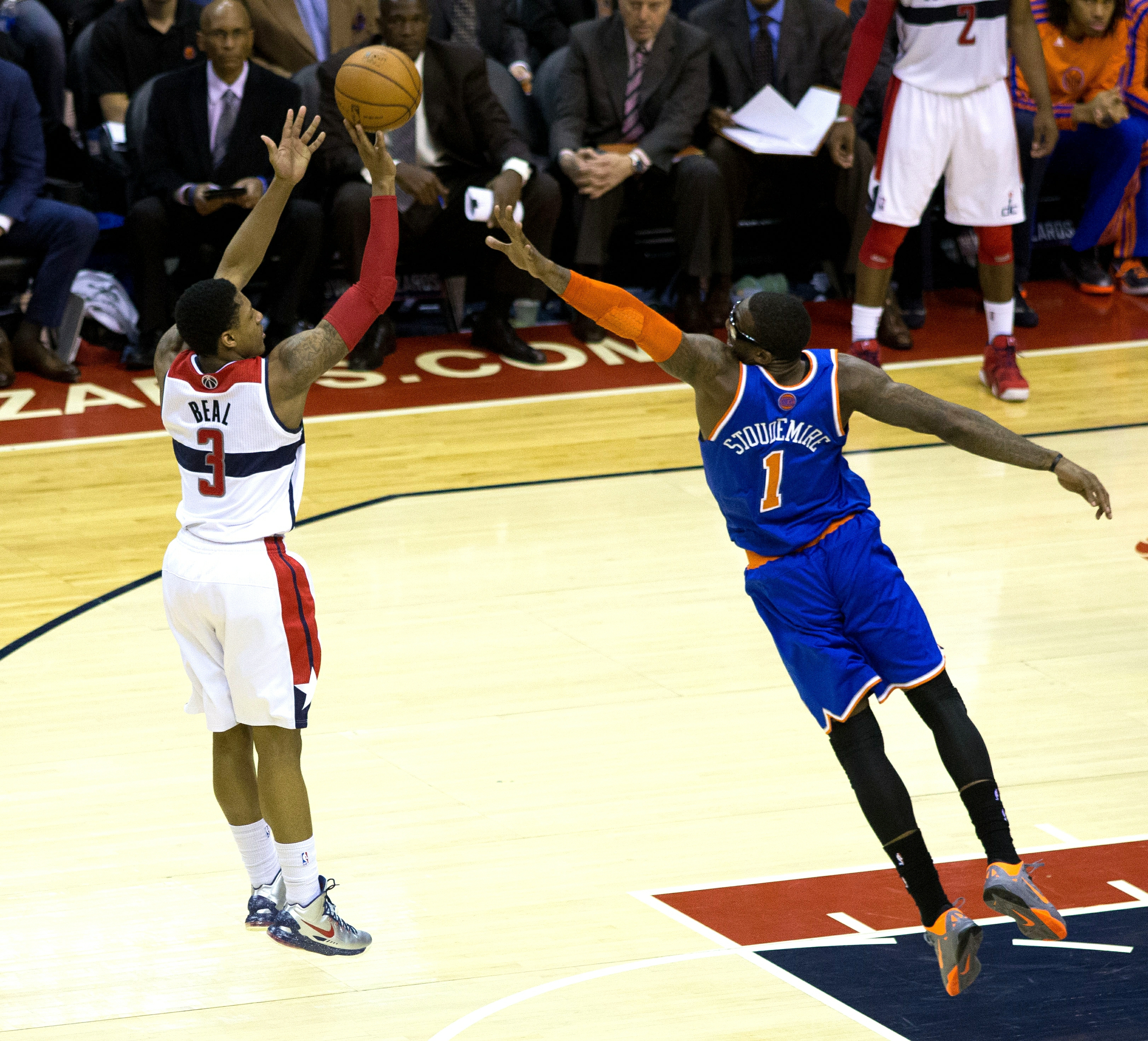
2013年のニューヨーク・ニックスとの試合でのビール。

2013年のNBAオールスターゲームでは、ライジング・スターズ・チャレンジ戦に選ばれた。2013年4月3日、残りのシーズンを足の故障により欠場することを発表した。シーズン終了時56試合出場であったが、NBAオールルーキーチームの1stチームに選ばれた。新人王の投票ではデイミアン・リラード、アンソニー・デイビスに次ぐ3位に入った。

#### 2013-14シーズン
2013年11月10日、オクラホマシティ・サンダー戦でキャリアハイの34得点を記録し、同シーズン中のメンフィス・グリズリーズ戦で、37得点で更新した。2014年のNBAオールスターウィークエンドのNBAスリーポイント・シュートアウトでは、マルコ・ベリネッリに次ぐ準優勝を果たしている。2014年のプレーオフでは、1stラウンドでシカゴ・ブルズをアップセットで下したものの、セミファイナルでインディアナ・ペイサーズに敗れている。

#### 2014-15シーズン

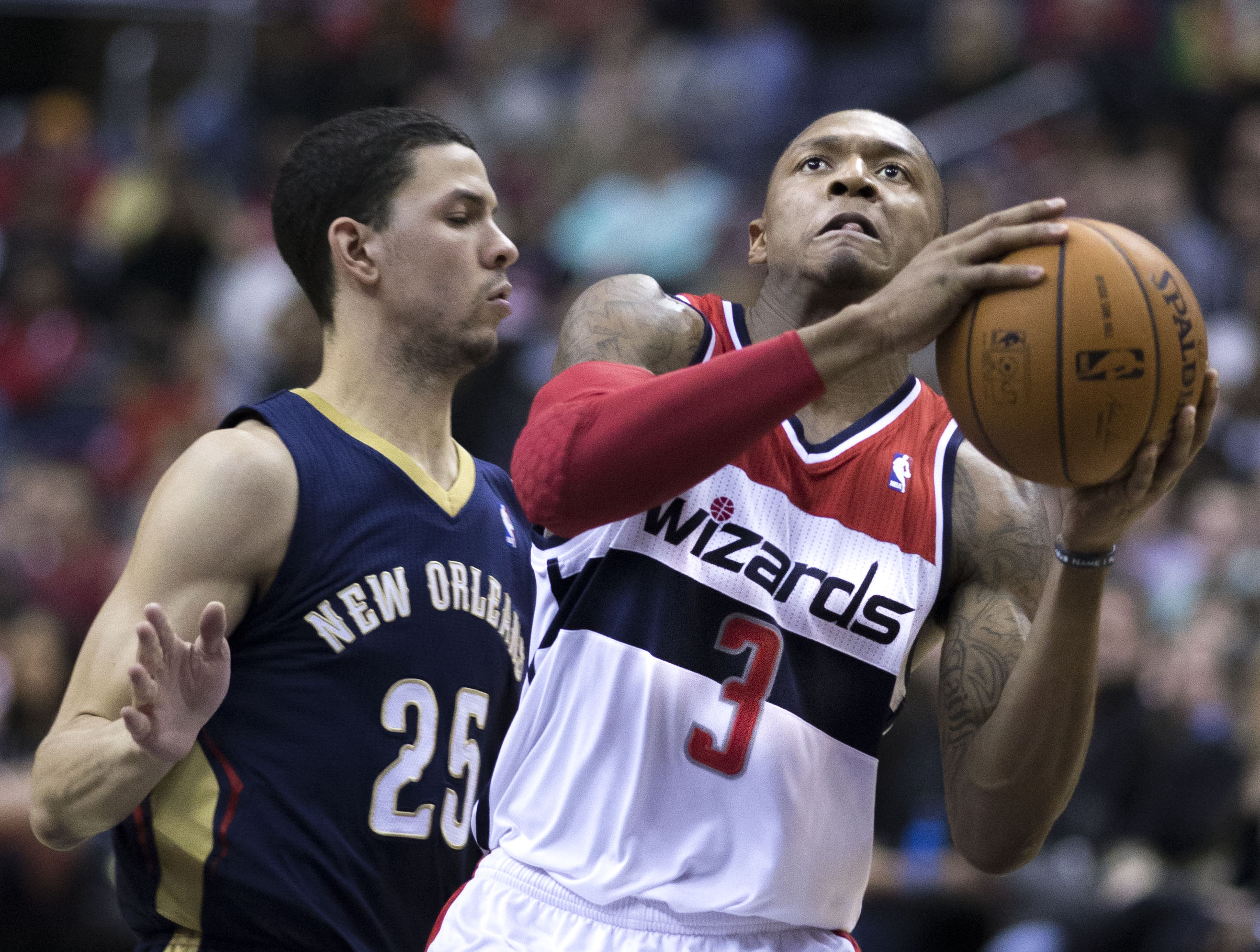
2014年のニューオーリンズ・ペリカンズとの試合でのビール。

2014年10月11日、ビールはシーズン開始前にMRI検査を受けた結果左手首舟状骨骨折が明らかになり、その後手術しシーズン開始から6週間から8週間は試合に出られなくなった。故障でシーズンの最初の9試合を欠場した後、11月19日のダラス・マーベリックス戦にてシーズン初出場となった。ベンチから26分間の出場でチーム最高の21得点を記録し、3リバウンド、3アシスト、1スティールを記録したが、チームは102-105で惜しくも敗北した。

#### 2015-16シーズン
2015年11月4日のサンアントニオ・スパーズ戦にて、第4クォーター残り0.3秒で勝利を決めた3ポイントシュートを沈め、ビールはゲームハイの25得点を記録しウィザーズを102-99で勝利に導いた。しかしビールは11月中旬に肩の負傷で3試合を欠場、12月11日から1月11日の間に右下肢の負傷で16試合を欠場など2015-16シーズンは故障に悩まされたシーズンを過ごすこととなった。

#### 2016-17シーズン

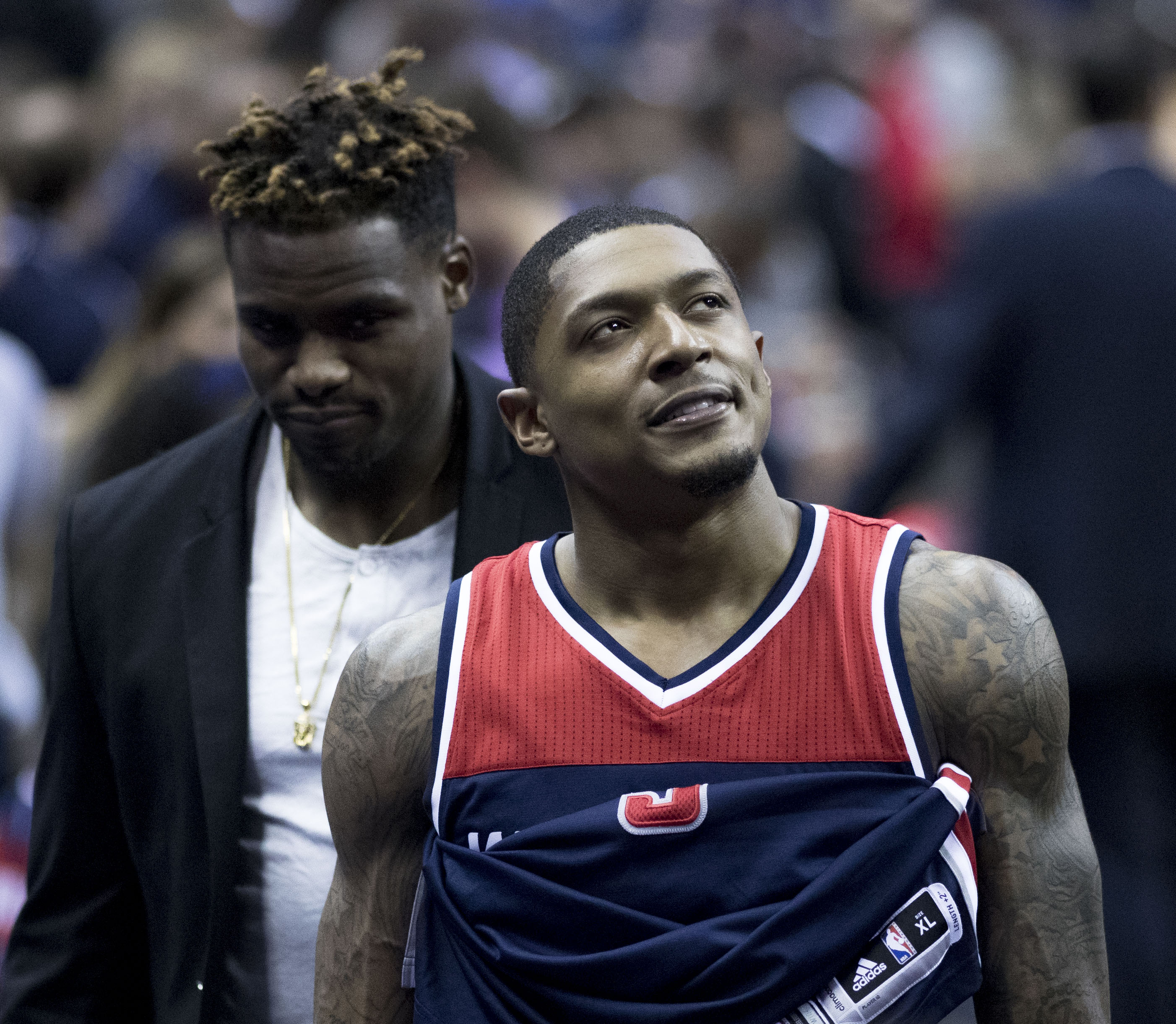
2017年のクリーブランド・キャバリアーズとの試合でのビール。

開幕前の2016年7月26日、ウィザーズと5年総額1億2800万ドルのマックス契約で契約延長に合意。11月21日のフェニックス・サンズ戦では、自己最高の42得点を記録した。

#### 2017-18シーズン
2017年12月5日のポートランド・トレイルブレイザーズ戦では自身最多の51得点を記録。自身初のNBAオールスターゲームに選出された。このシーズンはジョン・ウォールが41試合に欠場する中、いずれも自己最高の4.4リバウンド、4.5アシスト、1.2スティールを記録。

#### 2018-19シーズン
自身初を含む2度のトリプル・ダブルを記録、シーズン2度の40得点以上のトリプル・ダブルはオスカー・ロバートソン（1961-62）以来史上2人目の快挙であった。このシーズンもオールスターゲームに選出され、ジョン・ウォールが50試合に欠場する中、リーグ1位の36.9分でいずれも自身最高の平均25.6得点、5.0リバウンド、5.5アシスト、1.5スティール、0.7ブロックを記録。

#### 2019-20シーズン

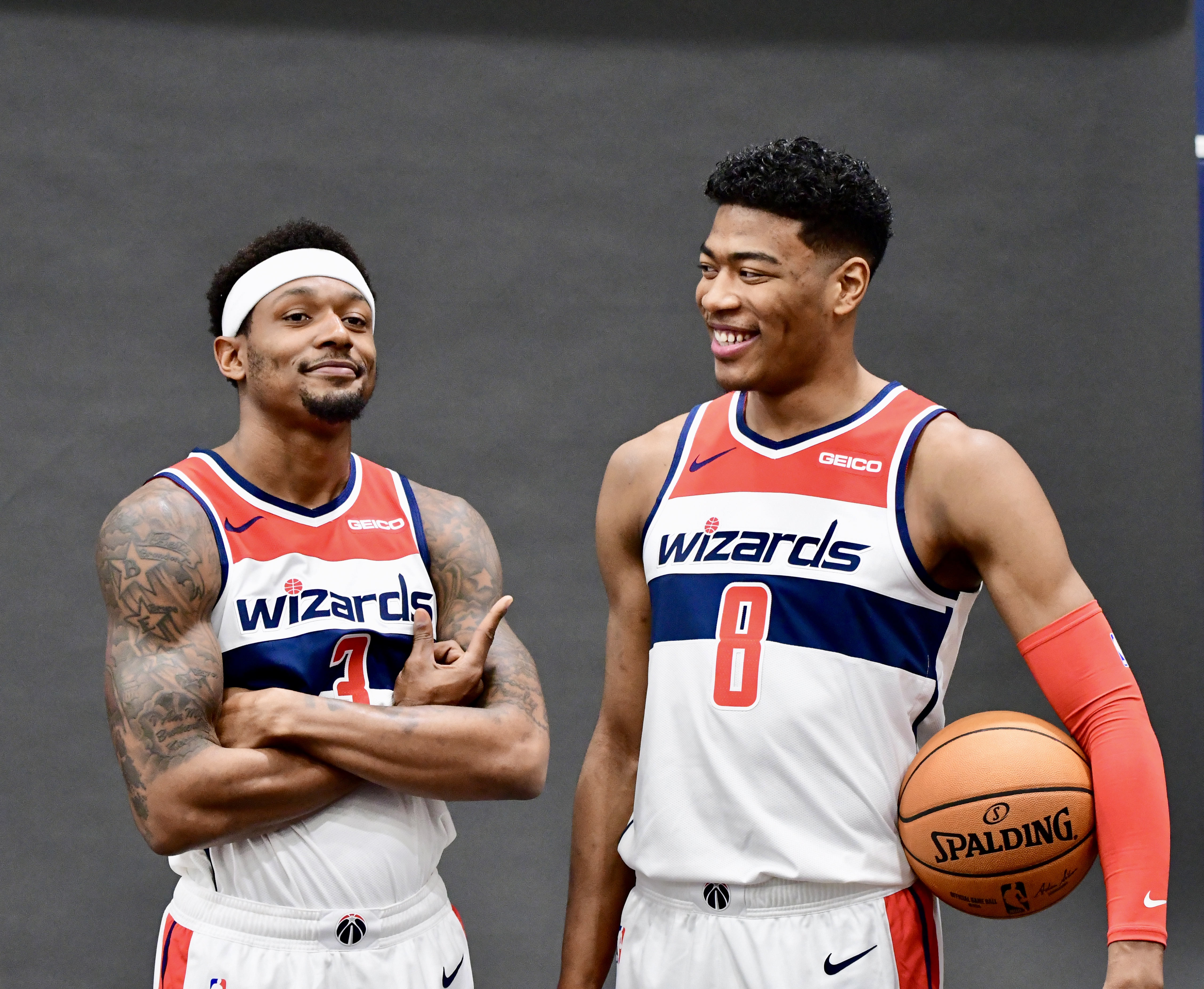
2019年のビール（左）と八村塁（右）

開幕前の2019年10月17日、2023年夏までの2年総額7200万ドルで契約延長した（2年目はプレーヤーオプション）。12月28日のデトロイト・ピストンズ戦で欠場し、連続試合出場が194試合（プレーオフを含めると213試合）で途切れた。2020年2月26日、前日の53得点に続き、この日も自身最多を更新する55得点で、2007年のコービー・ブライアント以来史上6人目となる2日連続での50得点を達成した。3月にシーズンが中断するまでに平均30.5得点でジェームズ・ハーデンに次ぐ2位である。

#### 2020-21シーズン
2020年12月11日、ジョーダン・ブランドと契約した。2021年1月6日のフィラデルフィア・76ers戦にて、ギルバート・アリーナスに並ぶ球団最多タイ記録の60得点を記録したがチームは141-136で敗北した。2021年2月18日、2年ぶり3度目となるオールスターゲームに選出され、自身初の先発となった。チーム分けでは幼なじみのジェイソン・テイタムらと共にチーム・デュラントに選ばれた。レギュラーシーズンを8位で終え、プレーイン・トーナメントではシャーロット・ホーネッツ戦で25得点、6リバウンド、4アシストなどを記録し、プレーオフ進出に貢献した。3年ぶりのプレーオフでは1回戦のフィラデルフィア・76ersに対して1勝4敗でシーズンを終えた。このシーズンは57試合に出場し、平均31.3得点、4.7リバウンド、4.4アシストなどを記録し、自身初のオールNBAチーム（3rd）に選ばれた。平均得点はステフィン・カリーに次ぐ2位であった。

### フェニックス・サンズ
2023年6月24日、ウィザーズ、サンズ、ペイサーズの3チーム間のトレードでサンズに移籍した。

### ロサンゼルス・クリッパーズ
2025年7月18日、2年1100万ドルで、ロサンゼルス・クリッパーズと契約した。

## 個人成績

### NBA

#### レギュラーシーズン
| シーズン     | チーム       | GP  | GS  | MPG   | FG%  | 3P%  | FT%  | RPG | APG | SPG | BPG | PPG  |
| ------------ | ------------ | --- | --- | ----- | ---- | ---- | ---- | --- | --- | --- | --- | ---- |
| 2012–13      | WAS          | 56  | 46  | 31.2  | .410 | .386 | .786 | 3.8 | 2.4 | .9  | .5  | 13.9 |
| 2013–14      | WAS          | 73  | 73  | 34.7  | .419 | .402 | .788 | 3.7 | 3.3 | 1.0 | .2  | 17.1 |
| 2014–15      | WAS          | 63  | 59  | 33.4  | .427 | .409 | .783 | 3.8 | 3.1 | 1.2 | .3  | 15.3 |
| 2015–16      | WAS          | 55  | 35  | 31.1  | .449 | .387 | .767 | 3.4 | 2.9 | 1.0 | .2  | 17.4 |
| 2016–17      | WAS          | 77  | 77  | 34.9  | .482 | .404 | .825 | 3.1 | 3.5 | 1.1 | .3  | 23.1 |
| 2017–18      | WAS          | 82* | 82* | 36.3  | .460 | .375 | .793 | 4.4 | 4.5 | 1.2 | .4  | 22.6 |
| 2018–19      | WAS          | 82* | 82* | 36.9* | .475 | .351 | .808 | 5.0 | 5.5 | 1.5 | .7  | 25.6 |
| 2019–20      | WAS          | 57  | 57  | 36.0  | .455 | .353 | .842 | 4.2 | 6.1 | 1.2 | .4  | 30.6 |
| 2020–21      | WAS          | 60  | 60  | 35.8  | .485 | .349 | .889 | 4.7 | 4.4 | 1.2 | .4  | 31.3 |
| 2021–22      | WAS          | 40  | 40  | 36.0  | .451 | .300 | .833 | 4.7 | 6.6 | .9  | .4  | 23.2 |
| 2022–23      | WAS          | 50  | 50  | 33.5  | .506 | .365 | .842 | 3.9 | 5.4 | .9  | .7  | 23.2 |
| 2023–24      | PHX          | 53  | 53  | 33.3  | .513 | .430 | .813 | 4.4 | 5.0 | 1.0 | .5  | 18.2 |
| 2024–25      | PHX          | 53  | 38  | 32.1  | .497 | .386 | .803 | 3.3 | 3.7 | 1.1 | .5  | 17.0 |
| 通算         | 通算         | 801 | 752 | 34.4  | .464 | .376 | .821 | 4.1 | 4.3 | 1.1 | .4  | 21.5 |
| オールスター | オールスター | 3   | 1   | 21.7  | .496 | .433 | ---  | 1.0 | 2.3 | 1.0 | .0  | 17.0 |

#### プレーオフ
| シーズン | チーム | GP | GS | MPG  | FG%  | 3P%  | FT%  | RPG | APG | SPG | BPG | PPG  |
| -------- | ------ | -- | -- | ---- | ---- | ---- | ---- | --- | --- | --- | --- | ---- |
| 2014     | WAS    | 11 | 11 | 41.6 | .424 | .415 | .796 | 5.0 | 4.5 | 1.6 | .6  | 19.2 |
| 2015     | WAS    | 10 | 10 | 41.8 | .405 | .365 | .831 | 5.5 | 4.6 | 1.6 | .7  | 23.4 |
| 2017     | WAS    | 13 | 13 | 38.8 | .471 | .287 | .820 | 3.3 | 2.7 | 1.6 | .6  | 24.8 |
| 2018     | WAS    | 6  | 6  | 36.0 | .454 | .467 | .870 | 3.3 | 2.8 | 1.2 | .3  | 23.2 |
| 2021     | WAS    | 5  | 5  | 39.0 | .455 | .219 | .861 | 6.2 | 4.2 | .8  | .6  | 30.0 |
| 2024     | PHX    | 4  | 4  | 38.5 | .441 | .435 | .800 | 2.8 | 4.5 | .8  | .3  | 16.5 |
| 通算     | 通算   | 45 | 45 | 39.8 | .442 | .347 | .829 | 4.6 | 3.8 | 1.5 | .6  | 23.5 |

### カレッジ
| シーズン | チーム   | GP | GS | MPG  | FG%  | 3P%  | FT%  | RPG | APG | SPG | BPG | PPG  |
| -------- | -------- | -- | -- | ---- | ---- | ---- | ---- | --- | --- | --- | --- | ---- |
| 2011–12  | フロリダ | 37 | 37 | 34.2 | .445 | .339 | .769 | 6.7 | 2.2 | 1.4 | .8  | 14.8 |

## 人物
- 2人の兄はカレッジフットボールプレーヤーで、ブランドンはノーザンイリノイ大学でタイトエンド、ブルースはアラバマ州立大学でオフェンシブラインマンである[35]。
- ラッパーのネリーは家族ぐるみの友人である[36]。
- 高校、大学と同じセントルイス出身のデビッド・リーと同じ経路を歩んでいる。
- 妻との間に2人の息子がいる。2018年7月にブラッドリー・エマニュエル・ビール2世、2019年8月にブレイロン・イライアス・ビールが誕生した[37]。